# میدان‌های نفتی لیبی

میدان‌های نفتی، خطوط لوله و پالایشگاه‌های لیبی

میدان‌های نفتی لیبی با ذخیره اثبات‌شده ۴۷ میلیارد بشکه، کشور لیبی را در رتبه دهم کشورهای دارای ذخایر عظیم انرژی در دنیا قرار داده است. این میادین نفتی غالباً در شمال و غرب این کشور قرار دارند. لیبی دارای ۵ حوضه نفتی در خشکی و ۳ حوضه در دریا است.

## تاریخچه
نخستین مطالعات به منظور کشف میدان نفتی در این کشور به سال ۱۹۳۶ باز می‌گردد، که با مطالعات زمین‌شناختی یک هیئت اعزامی از ایتالیا، وجود نفت در این کشور مسجل شد. بعد از جنگ جهانی دوم و در پی کشف مخازن نفتی در الجزایر، در سال ۱۹۵۳ اکتشاف در کشور لیبی نیز با جدیت آغاز شد.
نخستین حفاری‌های نفت این کشور در منطقه فزان در جنوب غربی لیبی انجام شد. با حمل و صادرات نفت این کشور به سایر کشورها، تمایل شرکت‌های نفتی برای سرمایه‌گذاری در صنعت نفت لیبی افزایش پیدا کرد و صنعت نفت این کشور به سرعت شکل گرفت. در سال ۱۹۶۵ لیبی ششمین صادرکننده بزرگ نفت در جهان بود.
با کودتا و عزل پادشاه در ۱ سپتامبر ۱۹۶۹ که با حمایت مردمی نیز همراه بود، صنعت نفت لیبی دچار تحول شد و در پی تأسیس شرکت ملی نفت لیبی در سال ۱۹۷۱، دو سال بعد نفت این کشور ملی اعلام شد.
با ورود نفت به گستره کالاهای صادراتی لیبی، لیبی به سرعت از یک کشور فقیر به کشوری با درآمد سرشار و تولید ناخالص داخلی بالا تبدیل شد.  درامد سرانه لیبی تا پیش از  حمله آمریکا در سال ۲۰۱۱ همچنان هفت برابر متوسط کشورهای آفریقایی، پنج برابر مصر، و سه برابر آفریقای جنوبی بود.
تولید نفت لیبی که در دهه ۱۹۷۰ به اوج تولید خود رسیده بود و تولید روزانه ۳ میلیون بشکه را تجربه کرده بود، از سال ۱۹۸۶ با تحریم صنعت نفت این کشور توسط ایالات متحده آمریکا در پی حمایت لیبی از اقدامات تروریستی، با کاهش شدید تولید مواجه شد و به تولید روزانه ۱ میلیون بشکه رسید.
پس از رخداد سانحه لاکربی در سال ۱۹۹۲، سازمان ملل متحد اقدام به وضع تحریم‌هایی علیه لیبی نمود، که تحریم در خرید نفت این کشور یکی از این اقدامات بود. کاهش فروش نفت لیبی تا سال ۲۰۰۳ ادامه داشت. از این سال بود که با چراغ سبز لیبی صادرات نفت این کشور افزایش یافت به طوری‌که در سال ۲۰۰۷ به ۱٫۸۲ میلیون بشکه در روز رسید. از این زمان به بعد تا سال ۲۰۱۱ که جنگ داخلی لیبی رخ داد و حکومت معمر قذافی سقوط کرد، تولید نفت این کشور کاهش یافت. عمده دلایل این امر را می‌توان کاهش سرمایه‌گذاری توسط شرکت ملی نفت لیبی دانست.